# Lorandersonia baileyi
Lorandersonia baileyi là một loài thực vật có hoa trong họ Cúc. Loài này được (Wooton & Standl.) "Urbatsch, R.P.Roberts & Neubig" mô tả khoa học đầu tiên năm 2005.